# 가워 챔피언

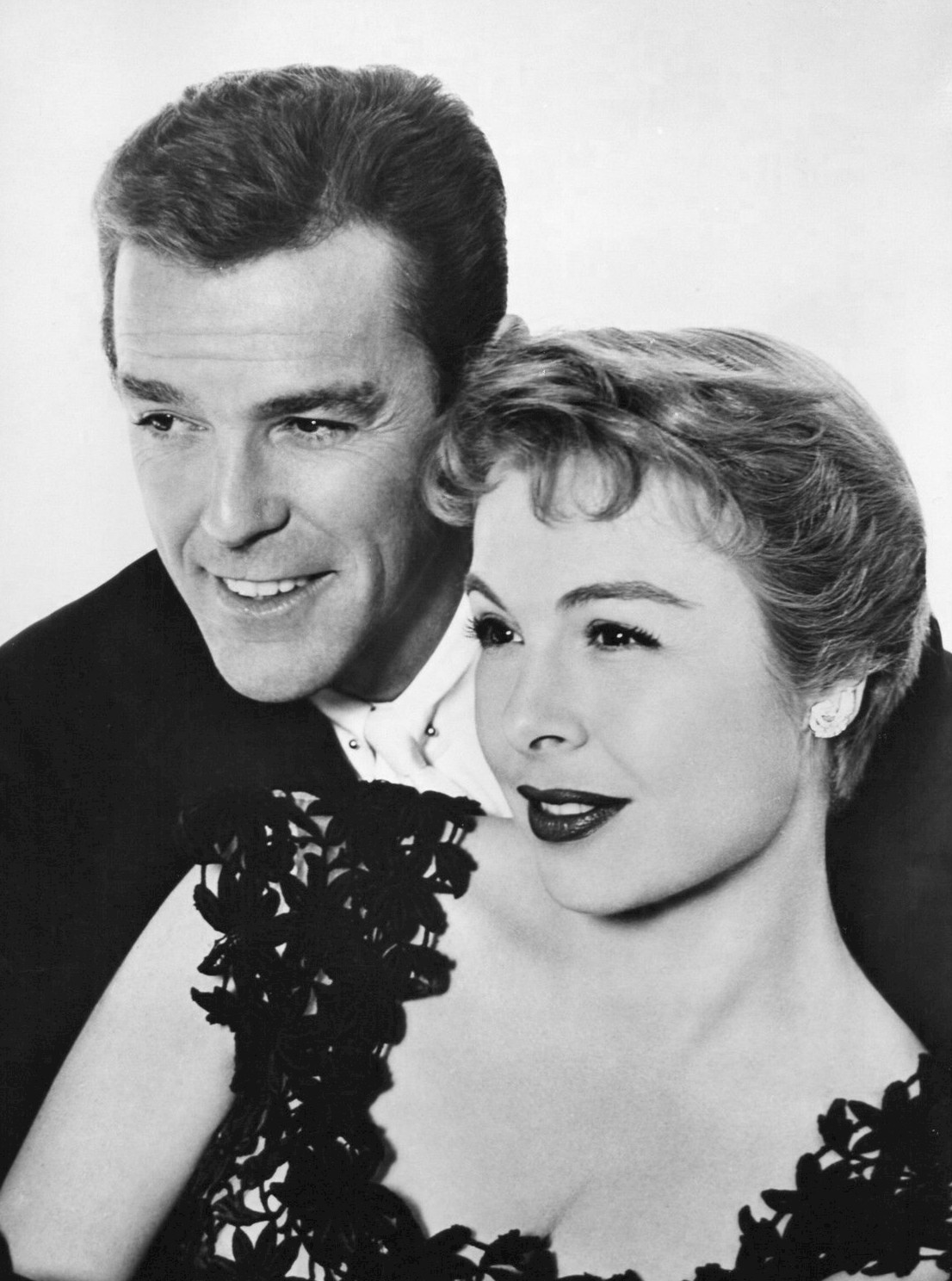

가워 챔피언(Gower Champion, 1919년 6월 22일 ~ 1980년 8월 25일)은 미국의 안무가, 배우, 텔레비전 배우, 무대 연출가, 음악 감독, 영화배우, 댄서이다.
맨해튼에서 사망하였다.

## 영화
- 뱅크 샷 (1974년)
- 마이 식스 러브스 (1963년)
- 쓰리 포 더 쇼 (1955년)
- 주피터의 애인 (1955년)
- 그녀에게 기회를 (1953년)
- 러브리 투 룩 앳 (1952년)
- 내 모든 건 당신 것 (1952년)
- 쇼 보트 (1951년)
- 미스터 뮤직 (1950년)
- 틸 더 클라우즈 롤 바이 (1946년)